# Liste der Gedenktafeln in Berlin-Wilmersdorf
Die Liste der Gedenktafeln in Berlin-Wilmersdorf enthält die Namen, Standorte und, soweit bekannt, das Datum der Enthüllung von Gedenktafeln.
Die Liste ist nicht vollständig.

## Wilmersdorf
| Bild | Name                                                     | Standort                   | Datum der Enthüllung                            |
| ---- | -------------------------------------------------------- | -------------------------- | ----------------------------------------------- |
|      | Claudio Abbado                                           | Ludwigkirchstraße 9A       | 26. Juni 2023                                   |
|      | Günther Abendroth                                        | Berliner Straße 81         |                                                 |
|      | Franz Alexander                                          | Ludwigkirchstraße 9a       |                                                 |
|      | Griechisch-orthodoxe Kirche Agia Anna                    | Güntzelstraße 37           |                                                 |
|      | Julius Bab                                               | Bundesallee 19             |                                                 |
|      | Bruno Balz                                               | Fasanenstraße 60           |                                                 |
|      | Herman Bang                                              | Fasanenstraße 58           |                                                 |
|      | Walter Benjamin                                          | Prinzregentenstraße 66     |                                                 |
|      | Hugo Berg                                                | Kurfürstendamm 178–179     |                                                 |
|      | Anita Berber                                             | Zähringerstraße 13         |                                                 |
|      | Gretel Bergmann                                          | Rudolstädter Straße 77     |                                                 |
|      | Gretel Bergmann                                          | Rudolstädter Straße 77     |                                                 |
|      | Siegfried Bernfeld                                       | Pariser Straße 18a         |                                                 |
|      | Ernst Bernhard                                           | Meierottostraße 7          |                                                 |
|      | Birger-Forell-Platz                                      | Birger-Forell-Platz        |                                                 |
|      | Blindenverein                                            | Prinzregentenstraße 69a    |                                                 |
|      | Ernst Bloch                                              | Kreuznacher Straße 52      |                                                 |
|      | Elsa Blochwitz                                           | Kurfürstendamm 177         | 15. Juli 2025                                   |
|      | Werner Bockelmann                                        | Bundesallee 49             |                                                 |
|      | Ferdinand von Bredow                                     | Spichernstraße 15          |                                                 |
|      | Rudolf Breitscheid                                       | Fasanenstraße 58           |                                                 |
|      | Anja Bremer                                              | Fasanenstraße 37           |                                                 |
|      | Britische Garnison                                       | Fehrbelliner Platz 4       |                                                 |
|      | Bundeshaus                                               | Bundesallee 216            |                                                 |
|      | Ernst Busch                                              | Bonner Straße 11           |                                                 |
|      | Alfred Byk                                               | Olivaer Platz ggü. 6       | Januar 2023                                     |
|      | Central-Verein deutscher Staatsbürger jüdischen Glaubens | Pariser Straße 44          |                                                 |
|      | Ion Luca Caragiale                                       | Hohenzollerndamm 201       |                                                 |
|      | Jan Amos Comenius                                        | Brandenburgische Straße 5  |                                                 |
|      | Deserteur                                                | Uhlandstraße 97            |                                                 |
|      | Regine Deutsch                                           | Pariser Straße 58          | 14. Oktober 2024                                |
|      | Deutsche Gebiete                                         | Fehrbelliner Platz 4       |                                                 |
|      | Deutsches Rotes Kreuz                                    | Bundesallee 34a            |                                                 |
|      | Carl Diercke                                             | Bundesplatz 12             |                                                 |
|      | Axel Eggebrecht                                          | Bonner Straße 12           |                                                 |
|      | Lotte Eisner                                             | Marbacher Straße 18        |                                                 |
|      | Electronic Beat Studio                                   | Pfalzburger Straße 30      |                                                 |
|      | Fritz Eschen                                             | Bundesplatz 1              |                                                 |
|      | Hedwig Fechheimer                                        | Helmstedter Straße 10      |                                                 |
|      | Otto Fenichel                                            | Württembergische Straße 33 |                                                 |
|      | Birger Forell                                            | Birger-Forell-Platz        |                                                 |
|      | Birger Forell                                            | Landhausstr 26             |                                                 |
|      | Ignaz Friedman                                           | Pariser Straße 21          |                                                 |
|      | Günter Bruno Fuchs                                       | Güntzelstraße 53           |                                                 |
|      | George Grosz                                             | Trautenaustraße 12i        |                                                 |
|      | Ernst Habermann                                          | Gasteiner Straße 15        |                                                 |
|      | Adolf von Harnack                                        | Fasanenstraße 43           |                                                 |
|      | Lilian Harvey                                            | Düsseldorfer Straße 47     |                                                 |
|      | Magdalena Heilmann                                       | Geisenheimer Straße 43     | 21. Mai 2025                                    |
|      | Walter Hasenclever                                       | Ludwig-Barnay-Platz 3      |                                                 |
|      | Georg Hermann                                            | Kreuznacher Straße 28      |                                                 |
|      | Erich Hoepner                                            | Bundesallee 216            |                                                 |
|      | Jacobus Henricus van ’t Hoff                             | Lietzenburger Straße 77    |                                                 |
|      | Hohenzollernbrücke                                       | Fehrbelliner Platz 4       |                                                 |
|      | Hohenzollernplatz                                        | Hohenzollernplatz          |                                                 |
|      | U-Bhf. Hohenzollernplatz                                 | Hohenzollernplatz          |                                                 |
|      | Friedrich Hollaender                                     | Friedrich-Hollaender-Platz |                                                 |
|      | Lisa Holländer                                           | Sächsische Straße 26       |                                                 |
|      | Peter Huchel                                             | Kreuznacher Straße 52      |                                                 |
|      | Itten Schule                                             | Konstanzer Straße 14       |                                                 |
|      | Helene Jacobs                                            | Bonner Straße 2            |                                                 |
|      | Edith Jacobson                                           | Emser Straße 39d           |                                                 |
|      | Michael Jary                                             | Fasanenstraße 60           |                                                 |
|      | Leon Jessel                                              | Düsseldorfer Straße 47     |                                                 |
|      | Joachimsthalsches Gymnasium                              | Bundesallee 1–12           |                                                 |
|      | Anna Maria Jokl                                          | Sächsische Straße 23       | 17. Juni 2025                                   |
|      | Jüdische Bewohner                                        | Helmstedter Straße 23      |                                                 |
|      | Jüdische Nachbarn                                        | Nikolsburger Platz 6       |                                                 |
|      | Walter Jurmann                                           | Kurfürstendamm 154         |                                                 |
|      | Alfred Kantorowicz                                       | Kreuznacher Straße 48      |                                                 |
|      | Erich Kästner                                            | Prager Straße 6            |                                                 |
|      | Eva Kemlein                                              | Steinrückweg 7             |                                                 |
|      | Leo Kestenberg                                           | Barstraße 12               |                                                 |
|      | Kirche am Hohenzollernplatz                              | Hohenzollerndamm 203       |                                                 |
|      | Ernst Ludwig Kirchner                                    | Durlacher Straße 15        | 26. April 2023                                  |
|      | Egon Erwin Kisch                                         | Güntzelstraße 3            |                                                 |
|      | Victor Klemperer                                         | Weimarische Straße 6a      |                                                 |
|      | Willi Krause                                             | Kalischer Straße 7         |                                                 |
|      | Künstlerkolonie                                          | Ludwig-Barnay-Platz        |                                                 |
|      | Lancaster House                                          | Fehrbelliner Platz 4       |                                                 |
|      | Lotte Laserstein                                         | Jenaer Straße 3            |                                                 |
|      | Hedwig Leibetseder                                       | Rudolstädter Straße 8      |                                                 |
|      | Max Levy-Suhl                                            | Bundesallee 156            |                                                 |
|      | Liberal-Demokratische Partei Deutschlands                | Bayerische Straße 5        |                                                 |
|      | Ludwigkirchplatz                                         | Ludwigkirchplatz           |                                                 |
|      | Rosa Luxemburg                                           | Mannheimer Straße 27       |                                                 |
|      | Maria Gräfin von Maltzan                                 | Detmolder Straße 11        |                                                 |
|      | Heinrich Mann                                            | Fasanenstraße 61           |                                                 |
|      | Mattick und Hoffmann                                     | Landhausstraße 28          |                                                 |
|      | Johann Heinrich Ludwig Meierotto                         | Bundesallee 12a            |                                                 |
|      | Will Meisel                                              | Wittelsbacherstraße 18     |                                                 |
|      | Julius Morgenroth                                        | Hohenzollerndamm 177       |                                                 |
|      | Rudolf Mosse                                             | Rudolf-Mosse-Straße 9–11   |                                                 |
|      | Restaurant Mykonos                                       | Prager Straße 2A           |                                                 |
|      | Rudolf Nelson                                            | Kurfürstendamm 186         |                                                 |
|      | Erich Neumann                                            | Pariser Straße 4           |                                                 |
|      | Felix Nussbaum                                           | Xantener Straße 23         |                                                 |
|      | Olivaer Platz                                            | Olivaer Platz              |                                                 |
|      | Hans Oster                                               | Bayerische Straße 9        |                                                 |
|      | Anna Pelteson                                            | Pariser Straße 4           |                                                 |
|      | Erik Perwe                                               | Landhausstraße 26          |                                                 |
|      | Franz Pfemfert                                           | Nassauische Straße 17      |                                                 |
|      | Hans Pfitzner                                            | Durlacher Straße 25        |                                                 |
|      | Rudolf Platte                                            | Kalischer Straße 7         |                                                 |
|      | Kurt Pomplun                                             | Kalischer Straße 7         |                                                 |
|      | Margarete von der Provence                               | Ludwigkirchplatz           |                                                 |
|      | Preußische Siege                                         | Bundesallee 52             |                                                 |
|      | Wilhelm Reich                                            | Schlangenbader Straße 87   |                                                 |
|      | Marcel Reich-Ranicki                                     | Güntzelstraße 53           |                                                 |
|      | Erich Maria Remarque                                     | Wittelsbacherstraße 5      |                                                 |
|      | Barbara von Renthe-Fink                                  | Bundesallee 34             |                                                 |
|      | Otto Reutter                                             | Bregenzer Straße 5         |                                                 |
|      | Henry Ries                                               | Meinekestraße 12           |                                                 |
|      | Angela Rohr                                              | Am Volkspark 85            | 9. Februar 2020                                 |
|      | Rainer Maria Rilke                                       | Prager Platz               |                                                 |
|      | Eugen Schiffer                                           | Berliner Straße 81         |                                                 |
|      | Malwine und Max Schindler                                | Pariser Straße 54          | 4. November 2021                                |
|      | Schaubühne am Lehniner Platz                             | Lehniner Platz             |                                                 |
|      | Klaus Schütz                                             | Johannisberger Straße 34   |                                                 |
|      | Rolf Schwedler                                           | Berliner Straße 81         |                                                 |
|      | Moriz Seeler                                             | Brandenburgische Straße 36 |                                                 |
|      | Heinrich Seeling                                         | Kalischer Straße 7         |                                                 |
|      | Anna Seghers                                             | Helmstedter Straße 24      |                                                 |
|      | Ilse Seglow                                              | Duisburger Straße 2        |                                                 |
|      | Friedrich Seidenstücker                                  | Bundesplatz 17             |                                                 |
|      | Tony Sender                                              | Wittelsbacherstraße 34     | 31. Oktober 2022                                |
|      | Sender Freies Berlin                                     | Heidelberger Platz 3       |                                                 |
|      | Henri James Simon                                        | Bundesallee 23             |                                                 |
|      | Steffie Spira                                            | Bonner Straße 9            |                                                 |
|      | Charlotte, Georg und Wolfgang Stiebel                    | Wilhelmsaue 134            |                                                 |
|      | Robert Stolz                                             | Paulsborner Straße 81      |                                                 |
|      | Gertrud, Dagmar und Alexander Süsskind                   | Wilhelmsaue 134            |                                                 |
|      | Synagoge Wilmersdorf                                     | Prinzregentenstraße 70     |                                                 |
|      | Ernst Toller                                             | Wittelsbacherstraße 33A    | 30. März 2023                                   |
|      | Henning von Tresckow                                     | Bundesallee 216            |                                                 |
|      | Cuno von Uechtritz-Steinkirch                            | Nikolsburger Platz 3       |                                                 |
|      | Unvergessen                                              | Duisburger Straße 10       |                                                 |
|      | Unvergessen                                              | Duisburger Straße 1        |                                                 |
|      | Rainer Maria Rilke                                       | Prager Platz               |                                                 |
|      | Joseph Benedict Engl, Joseph Masolle und Hans Vogt       | Babelsberger Straße 49     |                                                 |
|      | Von der dicken Berta zur roten Rosa                      | Bundesallee 13             |                                                 |
|      | Waisenhaus Mariaschutz                                   | Pfalzburger Straße 18      |                                                 |
|      | Rex Waite                                                | Fehrbelliner Platz 4       | 11. Mai 2024                                    |
|      | Hildegard Wegscheider                                    | Berliner Straße 81         |                                                 |
|      | Helene Weigel                                            | Spichernstraße 16          |                                                 |
|      | Erich Weinert                                            | Kreuznacher Straße 34      |                                                 |
|      | Gerhard Winkler                                          | Nassauische Straße 61      |                                                 |
|      | Margarethe von Witzleben                                 | Berliner Straße 81         |                                                 |
|      | Charlotte Wolff                                          | Laubenheimer Straße 10     |                                                 |
|      | Edith Wolff                                              | Bundesallee 79             |                                                 |
|      | Peter Zadek                                              | Offenbacher Straße 24      |                                                 |
|      | Heinrich Zille                                           | Fehrbelliner Platz         |                                                 |
|      | Zwangsarbeiter                                           | Wilhelmsaue 40             | alte Tafel von 2017                             |
|      | Zwangsarbeiter                                           | Wilhelmsaue 40             | 20. August 2021 erneuerte Tafel vom August 2021 |
|      | Zwangsräume                                              | Holsteinische Straße 2a    |                                                 |
|      | Marina Iwanowna Zwetajewa                                | Trautenaustraße 9          |                                                 |